# فوکر دی.۲
فوکر دی.۲ (به انگلیسی: Fokker D.II) یک هواپیمای ساختِ فوکر است.